# ペン
ペン（英: pen）とは、硬筆の筆記具のうち、インクによって書く物の総称である。例えば、サインペン、フェルトペン、ボールペンなど「ペン」と付く物の他に、万年筆などもペンに当たる。元々は羽根ペンのようなつけペン形式で、先端にインクを適宜付け、毛管現象などでインクを保持させつつ書く形態であった。近代以降、ペンにインクが内蔵された形態が発達した。

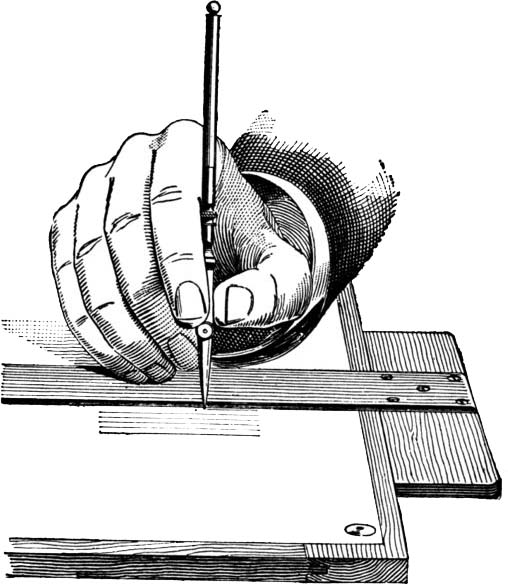
ペン（と定規）で線を引いているところ。

## ペンの材質、インクの変遷

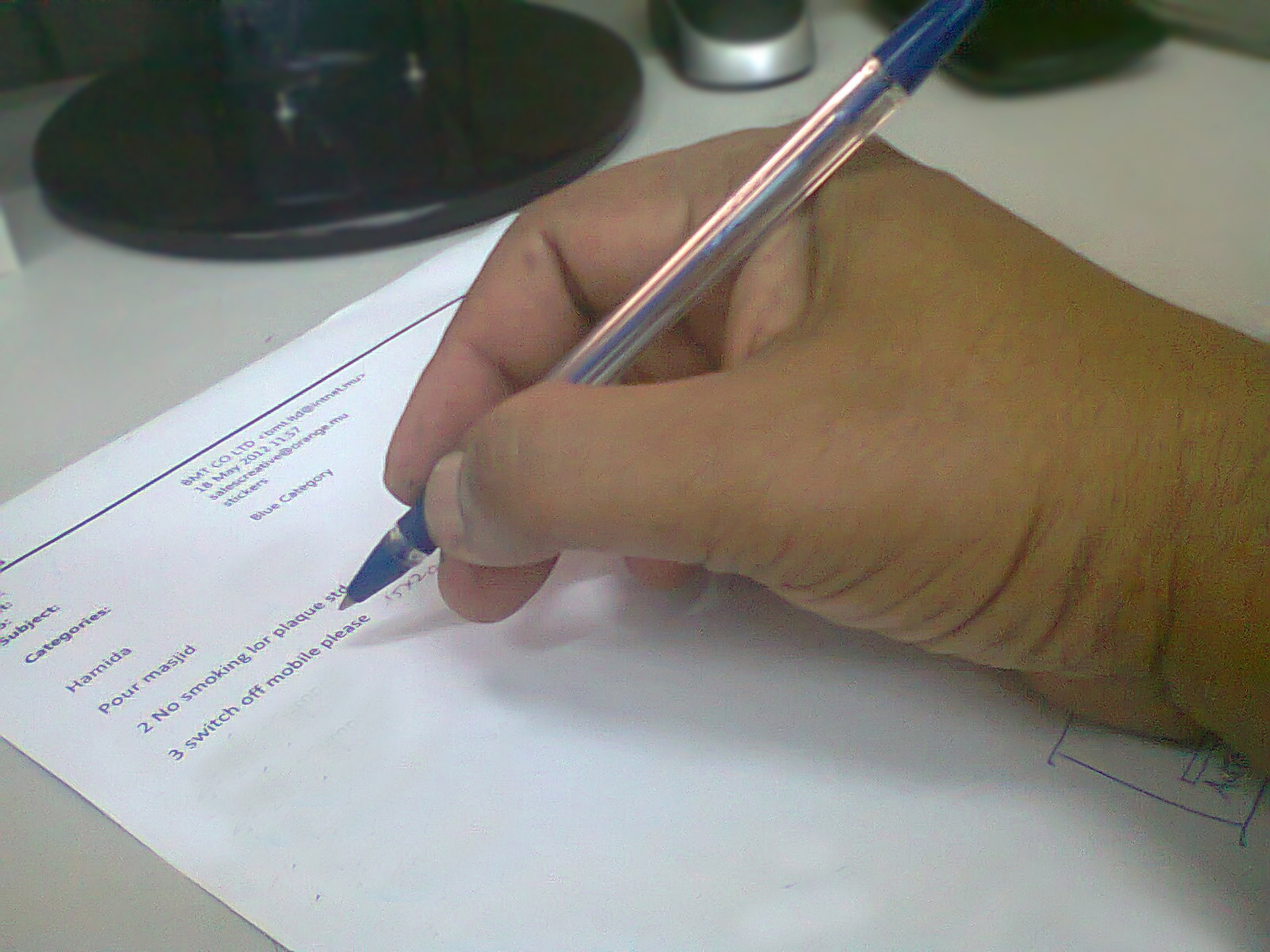
ペンを持ち文書の内容を確認しているところ。

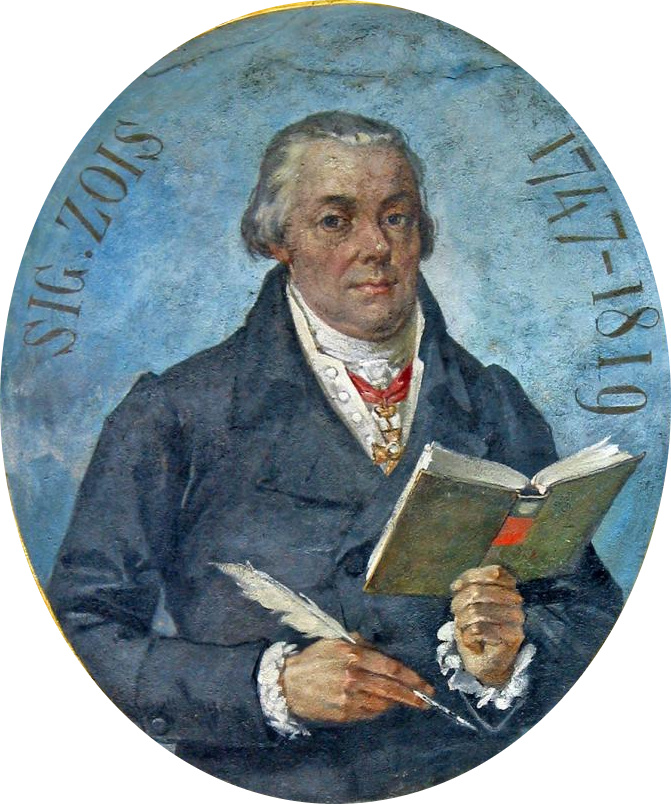
羽ペンを持つ人（1885年、フレスコ画）

ヒトがいつごろから指で砂や土に線を描いていたのか、指や棒に顔料をつけ岩壁などに線を描いていたのか正確なことは分かっていない。ただ、ラスコー洞窟の壁画など、太古の洞窟壁画には、ヒトの手形、木の棒に赤土などをつけて描いた線や絵画などが残されている。棒や茎を利用しそれを細く削ることで、指先に顔料をつけて描くのと比べて、細い線を描くことも出来る。ペンの最も単純な形態は、棒や茎の先に顔料をつけ、これを擦り付け線を描くことだとも言えよう。
シュメール人によって古代メソポタミア時代、3000年にもわたって楔形文字で様々な記録がされたわけだが、それは粘土板が湿ってやわらかいうちに、木の棒でくさびがたの印を複数つけて文字としたもので現代では楔形文字と呼ばれる。文字は粘土の凹みで表現され、インクは用いなかった。
パピルスに文字を書くには、古代エジプトでは葦の茎をペンとして使った。茎を斜めに切り、尖らせることで細い線も描けた。古代ギリシアやローマでもパピルスを用いたのだがギリシアやローマでは葦のペン以外にも青銅製のペンも用いた。なお古代ローマでは粘土板も用いられていた。ローマ軍がガリアやブリタニアに遠征した時に、小さな四角い木枠に粘土を入れた粘土板に、尖った固い筆記具でラテン語で、本拠地のローマへ通信文を書くのに用いたものが近年でも発掘されている。
タルムードの時代、ユダヤ人たちは葦の茎のペンを用いた。この時代のインクは、オリーブオイルの灯で器をあぶってできた煤を、オリーブオイルとはちみつと没食子（gallnut）に混ぜて用いた。
中世ヨーロッパでは羊皮紙に文字を書き、修道院などでは手書きの筆写による写本づくりを行っていた。ペンは鵞鳥などの羽根ペンを用い、インクは砕いた没食子を水で溶いたものとアラビアゴムの混合物を煤や鉄塩で着色した没食子インクを使った。

### 近代以降の発明
1809年にイギリスのフレデリック・バーソロミュー・フォルシュによって万年筆の特許が取得されるなど、近代になって、インクをペン内部に蓄えペン先にインクを供給する構造が発明された。今日利用されるペンの多くはインクをタンクもしくはカートリッジにより軸内に貯めた形態となっている。こうしたタイプのペンのインクの供給方法には、毛細管現象を利用するものと、重力により自然とペン先にインクが集まるようにしたものが見られ、こと万年筆ではその両方を利用している。
ボールペンではややその事情が異なり、先端部で自由に回転する小さなボールにインクを付着させ、ボールを転がしながら対象に擦り付ける形で線を描くものだが、19世紀末に原理は発案されながら、インクの粘性など実用に至るのは1930-1940年台である。
弱点はペン先のボールと対象の間に十分な摩擦力が無いとボールが回転せず、線を描くことが出来ない点で、あるいは、ある程度は重力でインクが降下しないとペン先のボールにインクが行き渡らないため、一般のボールペンは万年筆同様、逆さに使用したり無重力環境では利用できない。そのような環境で利用できるようにガスでインクを加圧したスペースペンも作られている。
ただ、マンガを描く人、こだわりのある芸術家などでは、今もつけペンやガラスペンなどを用いる場合があり、こういう人は、ペンをインク壺につけては線を描いたり文字を書くということを今もさかんに行っている。
近代的なペンでは、高級品では軸が象牙製、琥珀製、貴金属製などもある。合成樹脂製の登場によって安価になり形状も多様化し、使い捨てのものも増えた。貿易における商材として関税の扱いは国により幅がある。
現在では多種多様な製品が流通しており、特定の作業に特化したもの、特殊な機能を追加したものなどもある。ペン先やペン構造に工夫の凝らされたペン、軸にゴム製の部品を組み合わせ、すべりにくくし「グリップ」性能を高めたものや、軸素材に抗菌素材を利用して衛生をアピールする製品もある。インク、顔料、塗料に特殊な工夫を凝らしたペンがある。
ペンでは一般に、書いたものが長年月消えず、文書が長期保存できることが求められ、それが評価されているものは多い。油性ボールペンなどは長年月でも退色しないことで、保存文書に適した筆記具として、公的な書類で使用することが認められている。だが最近ではそうした常識の外にビジネスチャンスを見出し、あえて書いたものが簡単に消せるインクを用いていることをアピールポイントにしたペンも登場した。あるいは一方でみつろうペン、触図筆ペンなど視覚を補うユニバーサルな製品の開発も進み、他方でペンに変わる筆記形態へと進んでいる。
ペンに強いこだわりを持つ人、「ペンのマニア」と呼べるような人もいる。

## 種類

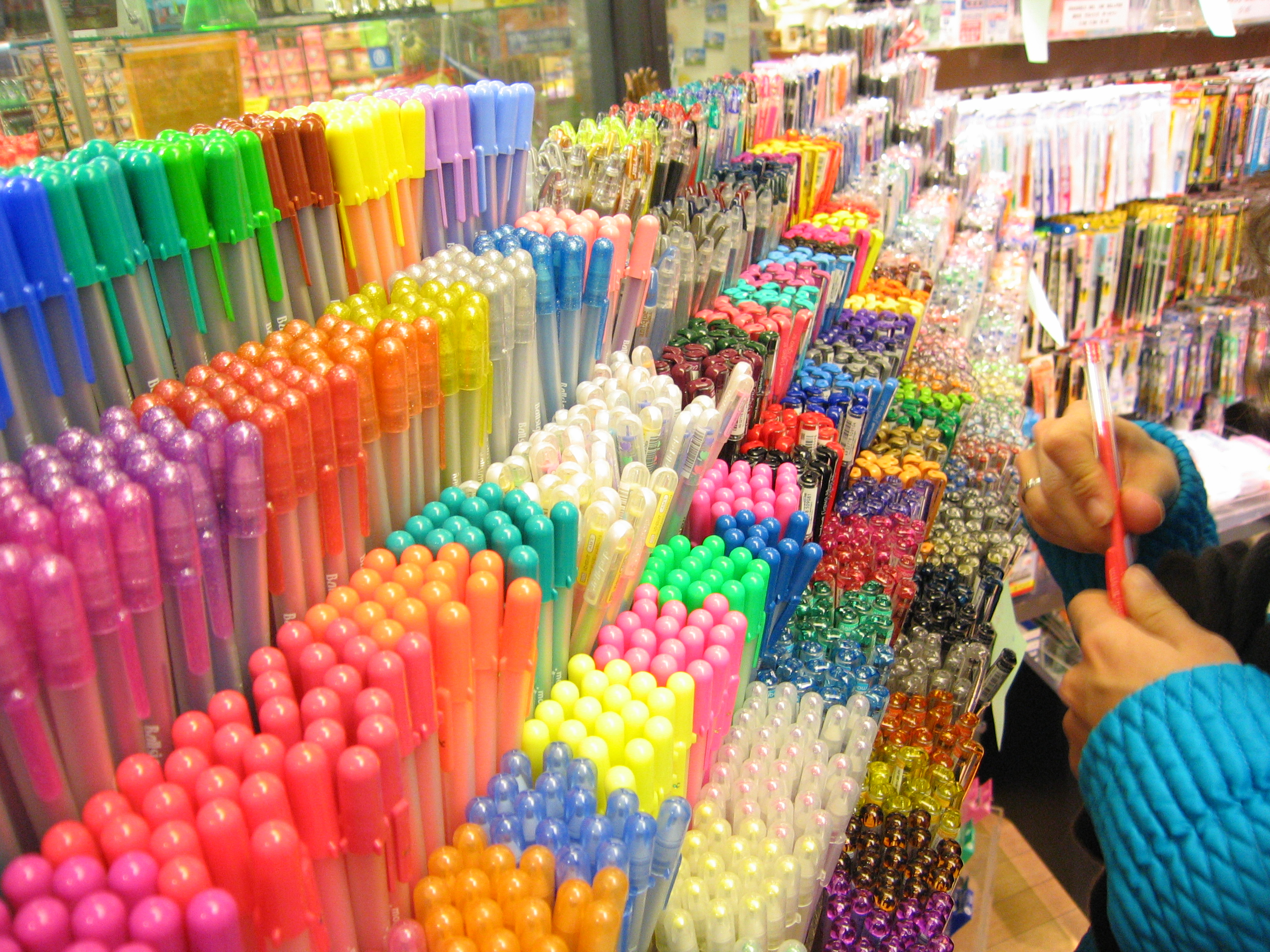
文房具売り場に並ぶ様々なペン類。

- つけペン
  - Gペン
  - 丸ペン
  - スクールペン
  - カブラペン
  - 日本字ペン
  - 羽根ペン
  - ガラスペン
  - 烏口（からすぐち）

- 蛍光ペン
- サインペン
- 製図ペン
- フェルトペン
- ボールペン
- 万年筆
- ミリペン
- ローラーボール

- スタイラス
  - デジタルペン
  - アクティブペン

## 比喩
ペンは転じて、言葉・文章、文章を書くことを比喩的（メタファー的に）指す場合もある。「ペンは剣よりも強し」などがある。また、「ペンネーム」「ペンパル」などもその類である。
また、ペンのように細長い物をペンに喩える例も見られ、ペンではないのに名称に「ペン」と付く事例が幾つもある。例えば、アナフィラキシーショックの治療に使用することのあるエピペン、糖尿病治療に使用することのあるインスリン自己注射キットの商品名の一部（ノボペン、ヒューマペン、フレックスペン、ミリオペンなど）、電気機器への入力に使うデジタルペン、やる気ペンが挙げられ、裁縫に用いるチャコペンなどはチョークを芯にした鉛筆（ペンシル）である。ペン状のライトであるペンライト、掃除用に使うクリーニングペンも同様。

## 主な製造メーカー
- ウォーターマン
- オート
- サクラクレパス
- セーラー万年筆
- ゼブラ
- 寺西化学工業
- トンボ鉛筆
- 日本パール加工[注 2]
- パーカー
- パイロットコーポレーション
- ファーバーカステル
- プラチナ万年筆
- ぺんてる
- マービー[注 3]
- 三菱鉛筆 [26]
- モンブラン